# Баденхаузен
Баденхаузен (њем. Badenhausen) општина је у њемачкој савезној држави Доња Саксонија. Једно је од 16 општинских средишта округа Остероде ам Харц. Према процјени из 2010. у општини је живјело 1.939 становника. Посједује регионалну шифру (AGS) 3156004, NUTS (DE919) и LOCODE (DE BNH) код.

## Географски и демографски подаци
Баденхаузен се налази у савезној држави Доња Саксонија у округу Остероде ам Харц. Општина се налази на надморској висини од 175 метара. Површина општине износи 7,4 km². У самом мјесту је, према процјени из 2010. године, живјело 1.939 становника. Просјечна густина становништва износи 262 становника/km².